# پرولام
پرولام (انگلیسی: Prolame) یک استروژن مصنوعی، استروئیدی و 17β-آمینواستروژن با اثرات ضد انعقاد است که اولین بار در سال ۱۹۸۵ معرفی شد اما هرگز به بازار عرضه نشد.